# Mitane (Akita)
Mitane (三種町 Mitane-chō?) es un pueblo localizado en la prefectura de Akita, Japón. En octubre de 2018 tenía una población de 16.000 habitantes y una densidad de población de 64,5 personas por km². Su área total es de 247,98 km².

## Geografía

### Municipios circundantes
- Prefectura de Akita
  - Noshiro
  - Oga
  - Hachirōgata
  - Gojōme
  - Ōgata
  - Kamikoani

## Demografía
Según datos del censo japonés, la población de Mitane ha disminuido en los últimos años.
| Año del censo | Población |
| ------------- | --------- |
| 1995          | 23.346    |
| 2000          | 22.112    |
| 2005          | 20.438    |
| 2010          | 18.876    |
| 2015          | 17.078    |